# ساجينة منبسطة
السَّاجِينة المُنبسِطة  هو نوع من كاسيات البذور في الفصيلة القرنفلية. يمكن العثور عليها في جميع أنحاء نصف الكرة الشمالي وأجزاء من أمريكة الجنوبية. وهي عشبة شائعة في العديد من البيئات. يمكن العثور عليها في الموائل البرية والمضطربة، وخاصة المناطق الرطبة. يمكن رؤيتها أحيانًا تنمو في المروج أو في شقوق الأرصفة. وهي عشبة معمرة تشكل كتلًا أو حصائرًا من أعشاب خضراء خالية من الشعر، تشبه أحيانًا رقعة من النباتات الحزازية. الأوراق خطية تطول من 1 إلى 2 سم. الإزهار زهرةٌ منفردة بها أربع أو خمس كؤوس وأربع أو خمس بتلات بيضٌ صغارٌ.